# Lipótfalva-Kicléd
Lipótfalva-Kicléd (németül: Loipersdorf-Kitzladen) község Ausztriában Burgenland tartományban a Felsőőri járásban.

## Fekvése
Pinkafőtől 6 km-re nyugatra a régi magyar határ mellett fekszik.
A kataszteri közösségek Kicléd és Lipótfalva.

## Története

### Lipótfalva
Lipótfalva alapítása a 13. század végére tehető, nevét valószínűleg alapítójáról, egy bizonyos "Luitpoldról" kapta. Első írásos említése 1334-ben „Lipotfalva” alakban történt, akkor a Köveskuti család birtoka volt. A 15. században a szalónaki uradalom részeként, Baumkirchner András birtokaként tűnik fel. 1527-ben I. Ferdinánd király szolgálataiért Batthyány Ferencnek adományozta és ezután a család birtoka maradt. 1532-ben elpusztította a török. Lakói 1580 körül evangélikusok lettek, de a 17. század első felében nagyrészt visszatértek a katolikus hitre. 1652-ben Lipótfalva Batthyány Ádám birtoka, katolikus lakossága a szomszédos Kicléd plébániájához tartozott. A megmaradt evangélikusok a türelmi rendeletet követően az alhói plébániához tartoztak. A századfordulón megindult az iskolai oktatás a faluban. Ekkor építették az iskola előtt álló fa haranglábat is. 1652 és 1726 között a stájer Rindmaul család zálogbirtoka volt. 1750-től a rohonci uradalomhoz tartozott. 1848-ban a jobbágyfelszabadítás elhozta a Batthyány családtól való függetlenséget a községnek. Az evangélikus iskola és imaház 1902-ben épült fel.
Vályi András szerint " LIPOLDFA. Loipersdorf. Német falu Vas Várm. földes Ura G. Batthyáni Uraság, lakosai katolikusok, fekszik Kiczládhoz nem meszsze, és annak filiája, határja középszerű. "
Fényes Elek szerint " Loipersdorf (Lipotfa), német falu, Vas vármegyében, Pinkafőhöz nyugotra 1 1/2 óra, 263 kath., 425 ágostai lak., derék erdővel. F. u. gr. Batthyáni Gusztáv. Ut. p. Kőszeg. "
Vas vármegye monográfiája szerint " Lipótfalva, stájerhatárszéli község, 137 házzal és 842 r. kath. és ág. ev. vallású, németajkú lakossal. Postája Kiczléd, távírója Pinkafő. A faluban azelőtt üveggyár is volt, melyet később vashámorrá alakítottak át."

### Kicléd
Kiclédet a hagyomány szerint 850 körül Chezilo szláv herceg alapította és nevét is róla kapta. Első okleveles említése azonban csak 1334-ben történt „Kecel” alakban, amikor Köveskúti Pósa Pál volt a birtokosa. A feltehetően magyarok lakta településre később német telepesek érkeztek, mert 1455-ben már "Kitzlarn" néven említik és így szerepel az 1532-es urbáriumban is. A török 1532-ben elpusztította. 1527-től a Batthyányak birtoka, hatásukra 1580 körül lakói felvették az evangélikus vallást, de 1670-ben már a falu többsége rekatolizált. 1652-ben a Batthyányak a Rindmaul családnak adták zálogba és csak 1726-ban vették vissza.
Vályi András szerint " KICZLAD. Kiczlak, Kiczladen. Elegyes falu Vas Vármegy. földes Ura G.  Batthyáni Uraság, lakosai katolikusok, fekszik Stájer Országnak szomszédságában, határja síkos, és termékeny, réttye kövér, erdeje elég van."
Fényes Elek szerint " Kiczlád, német falu, vas vmegyében, a szalónaki uradalomban, Stájerország szélén: 200 kath., 120 evang. lak., kath. paroch. templommal, hegyes, sovány határral."
Vas vármegye monográfiája szerint " Kiczléd, stájer határszéli német község, 62 házzal és 395 r. kath. és ág. ev. lakossal. Postája helyben van, távírója Pinkafő. Plébániája és kath. temploma 1689-ben már fennállott. Kegyura gr. Batthyány Iván."
1910-ben Lipótfalvának 913, többségben német lakosa volt, jelentős cigány kisebbséggel. Kiclédnek 372, túlnyomórészt német lakosa volt. A trianoni békeszerződésig mindkét község Vas vármegye Felsőőri járásához tartozott. 1921-ben Ausztria Burgenland tartományának részei lettek. A két település 1955 után indult gyors fejlődésnek. 1971-ben Lipótfalvát és Kiclédet egyesítették. 1976-ban Lipótfalván felépült az új iskolaépület. A község új címerét 1996-ban fogadták el. 2002-ben 1260 lakosából 1201 német, 15 magyar, 8 horvát, 36 egyéb nemzetiségű volt.

## Nevezetességei
- Kicléd Idősebb Szent Jakab apostol tiszteletére szentelt római katolikus plébániatemploma 1844-ben épült.
- Lipótfalva evangélikus imaháza 1902-ben épült a közepén toronnyal.